# マーガレット・オブ・イングランド
マーガレット・オブ・イングランド（Margaret of England, 1240年9月29日 - 1275年2月26日）は、スコットランド王アレグザンダー3世の王妃。イングランド王ヘンリー3世と王妃エレノアの長女。アレグザンダー3世の父アレグザンダー2世の最初の王妃ジョーンは叔母、ブラバント公ジャン2世妃マーガレットは姪に当たる。

## 生涯
後のエドワード1世に続く第2子としてウィンザー城で生まれる。
1251年12月26日、11歳の時にヨーク・ミンスターで、10歳のスコットランド王アレグザンダー3世と結婚した。2人の間にはその10年後から2男1女が生まれたが、いずれも早世したため、アレグザンダーの死後にスコットランドでは王位継承者を巡る問題が始まることになった。
- マーガレット（1261年 - 1283年）　ノルウェー王エイリーク2世の王妃。スコットランド女王マーガレットの母。
- アレグザンダー（1264年 - 1284年）
- デイヴィッド（1272年 - 1281年）